# أغوطي
أغوطي أو أغوتي أو الآغوط (الاسم العلمي: Dasyprocta) هو جنس حيوانات لبونة قاضمة عاشبة من الشردفيات. أنواعه 11، مهدها البلاد الأمريكية. جثتها جثة الأرنب الكبير. رأسها أقطم. لها أذنان صغيرتان مستديرتان. قوائمها رفيعة رباعية الأصابع في في الاماميتين وثلاثية الأصابع في الخلفيتين. صوفها كثيف قصير لونه إلى الشهبة. تعهيش منفردة في حجرها الذي تحفره بين جذور الأشجار. تألف الأحراج والغابات الكثيرة العشب. تدجن بسهوله لكنها لا تستأنس الإنسان وتنفر من اللمس.